# Chaucer (cráter)

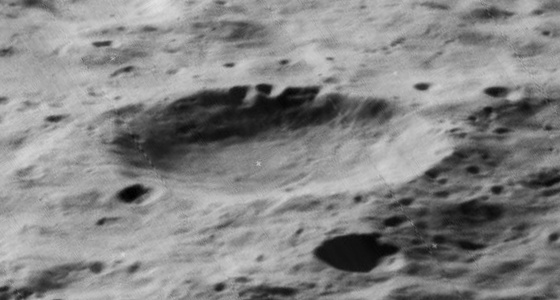
Imagen oblicua Lunar Orbiter 5

Chaucer es un cráter de impacto que se encuentra al oeste de la llanura amurallada del cráter Hertzsprung en la cara oculta de la Luna, localizado al noroeste del cráter Vavilov y al este de los cráteres apareados Tsander-Kibal'chich.
|  |

Es un cráter circular con un borde exterior ligeramente erosionado. El suelo interior carece casi por completo de rasgos distintivos, con sólo unos pocos pequeños cráteres que marcan la superficie. Lleva el nombre del escritor mediaeval Geoffrey Chaucer, autor de los Cuentos de Canterbury.

## Cráteres satélite
Por convención estos elementos son identificados en los mapas lunares poniendo la letra en el lado del punto medio del cráter que está más cerca de Chaucer.
|         | \| Chaucer \| Coordenadas \| Diámetro \| \| ------- \| ----------------------------- \| -------- \| \| B \| 6°30′N 137°24′O / 6.5, -137.4 \| 27 km \| \| P \| 1°48′N 141°18′O / 1.8, -141.3 \| 13 km \| |          |
| Chaucer | Coordenadas | Diámetro |
| B       | 6°30′N 137°24′O / 6.5, -137.4 | 27 km    |
| P       | 1°48′N 141°18′O / 1.8, -141.3 | 13 km    |